# Douglas Reith
Douglas Reith (16 juli 1953) is een Brits acteur.
Reith is sinds 1978 actief als acteur, zowel in films als televisieseries. In de jaren 90 speelde hij in The Prince and the Pauper, een mini-serie van Julian Fellowes naar het boek van Mark Twain. In 2020 speelde hij in de serie The Crown de rol van Admiral Leach. In het Nederlandse taalgebied is hij vooral bekend door zijn rol als Lord Merton in de televisieserie Downton Abbey, en in de erop volgende films Downton Abbey en Downton Abbey: A New Era, maar hij was ook te zien in de series Agatha Raisin, Agatha Christie's Poirot en de film Dumbo.